# Гужва Микола Матвійович
Микола Матвійович Гужва (нар. 23 серпня 1935, місто Харків Харківської області? — ?) — український радянський діяч, новатор виробництва, слюсар Харківського моторобудівного заводу «Серп і Молот» Харківської області. Депутат Верховної Ради УРСР 7-го скликання.

## Біографія
Народився у родині робітника Харківського тракторного заводу Матвія Гужви, який загинув на фронтах Другої світової війни.
З 1947 року навчався у Харківському спеціальному ремісничому училищі № 4. Після закінчення училища працював фрезерувальником і стругальником ремонтно-інструментальної майстерні Харківського моторобудівного заводу «Серп і Молот».
Служив у Радянській армії. Після демобілізації повернувся працювати на завод «Серп і Молот».
З 1950-х років — слюсар другого механоскладального цеху Харківського моторобудівного заводу «Серп і Молот» Харківської області. Працював слюсарем з ремонту і відладки пристроїв та оснастки на автоматичних лініях. Закінчив вечірню школу робітничої молоді.
Член КПРС.
У 1968 році заочно закінчив Харківський політехнічний інститут.
Потім — на пенсії у місті Харкові.

## Нагороди
- орден «Знак Пошани» (1966)
- ордени
- медалі